# Piłkarska I. klasa A w Czechach
Piłkarska I. klasa A w Czechach (czes.: Fotbalové I. A třídy) – szósta w hierarchii klasa rozgrywek piłkarskich w Czechach. Składa się na nią 14 lig, z których każda przypisana jest do poszczególnego kraju. Rozgrywki toczone są systemem ligowym, metodą każdy z każdym, mecz i rewanż w cyklu jesień-wiosna. W Pradze, kraju środkowoczeskim, południowoczeskim, usteckim, południowomorawskim, ołomunieckim, morawsko-śląskim, zlińskim oraz na Wysoczynie istnieje podział na grupy A i B. Zwycięzcy każdej z lig awansują bezpośrednio do wyższej klasy rozgrywkowej. W przypadku podziału na grupy A i B, zwycięzcy obu grup rozgrywają baraż o mistrzostwo I. klasy A i awans. Zespoły z końcowych miejsc w tabeli spadają do I. klasy B.

## Lista lig I. klasy A w Czechach
- Praska I. klasa A
- Środkowoczeska I. klasa A
- Południowoczeska I. klasa A
- Pilzneńska I. klasa A
- Karlowarska I. klasa A
- Ustecka I. klasa A
- Liberecka I. klasa A
- Hradecka I. klasa A
- Pardubicka I. klasa A
- I. klasa A Wysoczyzny
- Południowomorawska I. klasa A
- Ołomuniecka I. klasa A
- Morawskośląska I. klasa A
- Zlińska I. klasa A